# Claraval
Claraval är en kommun i Brasilien.   Den ligger i delstaten Minas Gerais, i den sydöstra delen av landet, 500 km söder om huvudstaden Brasília. Antalet invånare är 4 544.
Omgivningarna runt Claraval är huvudsakligen savann. Runt Claraval är det ganska glesbefolkat, med 22 invånare per kvadratkilometer.